# هنري جودا
هنري ألبرت ماريا جودا (5 أغسطس 1933 - 25 مارس 2021) كان سفيرا لسورينام.
عمل جودا في وزارة الشؤون العامة والشؤون الخارجية من 1 نوفمبر 1978 إلى 18 يونيو 1996. وبين عامي 1978 و 1982 كان سفيراً في الخدمة الخاصة بالوزارة. أصبح جودا سفيرا في الخدمة العامة بين 1 مايو 1982 ونوفمبر 1983. وفي نوفمبر 1983 تم تعيينه ممثلا دائما لسورينام لدى الأمم المتحدة. حيث أنه مثل سورينام في الخارج في المؤتمرات. وكان جودا أول أمين عام لرابطة البوكسيت الدولية، التي تتخذ من جامايكا مقراً لها. وخدم في الروتاري كلوب باراماريبو لأكثر من 50 عامًا منذ عام 1970.
توفي جودا في 25 مارس 2021 عن عمر يناهز 87 عامًا.